# Фонетика италијанског језика
Фонетика италијанског језика описује звучни систем—фонологија и фонетике—стандардног италијанског језика и њене географске варијанте.

## Сугласници
|             | Лабијал | Лабијал | Дентал/ Алвеолар | Дентал/ Алвеолар | Посталв./ Палатал | Посталв./ Палатал | Велар | Велар |
| ----------- | ------- | ------- | ---------------- | ---------------- | ----------------- | ----------------- | ----- | ----- |
| Назал       |         | m       |                  | n                |                   | ɲ                 |       |       |
| Плозив      | p       | b       | t                | d                |                   |                   | k     | ɡ     |
| Африкат     |         |         | t͡s               | d͡z               | t͡ʃ                | d͡ʒ                |       |       |
| Фрикатив    | f       | v       | s                | z                | ʃ                 | (ʒ)               |       |       |
| Апроксимант |         |         |                  |                  |                   | j                 |       | w     |
| Латерал     |         |         |                  | l                |                   | ʎ                 |       |       |
| Трил        |         |         |                  | r                |                   |                   |       |       |

Напомене:
- Између два самогласника, или између самогласника и апроксиманта (/ј, w/) или ликвиди (/l, r/), сугласници могу бити и једнотонски или геминирани. Геминирани сугласници скраћују претходни самогласник (или блокирају фонетска дужина) и први геминирани елемент је плозив. На пример, упореди fato [ˈfaːto] „судбина“ са fatto [ˈfatto] „чињеница“.[1] Међутим, /ɲ/, /ʃ/, /ʎ/, /dz/ и /ts/ су увек геминатовани интервокалски.[2] Слично томе, назали, ликвиди и сибиланти се изговарају нешто дуже у медијалним сугласницима.[3]
- /j/, /w/ и /z/ су једини сугласници који не могу бити геминовани.
- /t, d/ су ламинално денто-алвеоларни [t̪, d̪],[4][5][2]
- /k, g/ су пре-веларни пре /i, e, ɛ, j/.[5]
- /t͡s, d͡z, s, z/ имају две варијанте:
  - Дентализована ламинална алвеоларни [t̪͡s̪, d̪͡z̪, s̪, z̪][4] (обично се назива „дентални” ради једноставности), изговара се оштрицом језика веома близу горњих предњих зуба, са врхом језика иза доњих предњих зуба.[6]
  - Неувучени апикални алвеоларни [t͡s̺, d͡z̺, s̺, z̺].[6]
Зауставна компонента „апикалних” африката је заправо ламинална денти-алвеоларна.[6]
- /n, l, r/ су апикални алвеоларни [n̺, l̺, r̺] у већини окружења.[4][2][7] /n, l/ су ламинални денто-алвеоларни [n̪, l̪] пре /t, d, t͡s, d͡z, s, z/[2][8][9]
- /m/ и /n/ се не разликују испред /p, b/ и /f, v/, где се изговарају [m] и [ɱ].[10][11]
- /ɲ/ и /ʎ/ су алвеоло-палатални.[12] У великом броју акцената /ʎ/ је фрикатив [ʎ].[13]
- Интервокално, појединачни /r/ се реализује као трил са једним или два контакта.[14] Нека литература третира трил са једним контактом као тап [ɾ].[15][16] Трилови са једним контактом могу се појавити и другде, посебно у ненаглашеним слоговима.[17] Гемината /rr/ се манифестује као трил са три до седам контаката.[14]
- Фонетска разлика између [s] и [z] неутралише се пре сугласника и на почетку речи: прва се користи испред безвучних сугласника и испред самогласника на почетку речи; овај други се користи испред звучних сугласника. То двоје могу да се разликују само између самогласника унутар речи, нпр. [ˈfuːzo] „отопљено“ наспрам [ˈfuːso] „вретено“. Међутим, према Канепарију,[18] традиционални стандард је замењен модерним неутралним изговором који увек преферира /z/ када је интервокално, осим када је интервокално с почетни звук речи, ако се сложеница и даље осећа као таква: нпр. presento /preˈsɛnto/ („предвиђам“, са pre што значи „пре“ и sento што значи „опажам“) против presento /preˈzɛnto/ („присутан“). Постоје многе речи за које речници сада показују да су оба изговора, или [z] или [s], прихватљива. Интерно реч између самогласника, обе фонеме су се спојиле у многим регионалним варијететима италијанског, као /z/ (северно-централни) или /s/ (јужно-централни).

## Самогласници
|              | Предњи | Средњи | Задњи |
| ------------ | ------ | ------ | ----- |
| Затворен     | i      |        | u     |
| Полузатворен | e      |        | o     |
| Полуотворен  | ɛ      |        | ɔ     |
| Отворен      |        | a      |       |

У италијанском језику не постоји фонемска разлика између дугих и кратких самогласника, али самогласници у наглашеним отвореним слоговима, осим ако су речи на крају, дуги су на крају интонационе фразе (укључујући изоловане речи) или када су наглашени. Суседни идентични самогласници који се налазе на границама морфема нису преслоговани, већ се изговарају одвојено („брзо реартикулисани“), и могу се свести на један кратки самогласник у брзом говору.
Иако италијански супротставља самогласнике затворене средине (/e, o/) и отворене средње (/ɛ, ɔ/) самогласнике у наглашеним слоговима, разлика је неутрализована у ненаглашеној позицији у којој се јављају само самогласници близу средине. Висина таквих самогласника у ненаглашеном положају зависи од контекста; донекле су спуштени ([e, o]) у близини отворенијих самогласника. Разлика између самогласника затвореног средњег и отвореног средине у потпуности се губи у неколико јужних варијанти регионалног италијанског језика, посебно на северној Сицилији (нпр. Палермо), где се реализују као отворени средњи [ɛ, ɔ], као и у неке северне варијанте (посебно у Пијемонту), где се реализују као средњи [e, o].